# Clase James Madison
La clase James Madison - una serie de 10 submarinos nucleares estratégicos estadounidenses de segunda generación. El desarrollo evolutivo de los SSBN de la clase Lafayette, y a veces, en algunas referencias se puede encontrar como una subclase de la misma. Inicialmente llevaban el misil Polaris A3.  Esta clase, junto con las clases de George Washington, Ethan Allen, Lafayette y Benjamin Franklin, compuso el grupo llamado "41 por la libertad", que fue la principal contribución de la Marina a la fuerza disuasoria nuclear hasta fines de la década de 1980.

## Historia del proyecto
Existen muy pocas diferencias entre la clases Lafayette y James Madison. Después de construidas 9 unidades Lafayette, se construyó una segunda serie de 10 unidades. Según fuentes estadounidenses, la separación de este proyecto en una clase separada se produjo en la década de 1980 después de la modernización de los barcos de la segunda serie Y en la URSS y en los países de Europa occidental, no se considera esa división. Es más, junto con los barcos de la clase Benjamin Franklin, están englobadas en la clase Lafayette. Incluso existe discrepancias en la división algunas fuentes dan cuatro unidades Lafayette, ocho James Madison y doce Benjamin Franklin.
Estructuralmente y en apariencia casi no es diferente de los Lafayette. Se implementaron una serie de medidas para reducir el nivel de ruido intrínseco. Parte del equipo se estandarizó con el equipo de los submarinos tipo Thresher que se estaban construyendo en ese momento.
El sistema de control de disparo de misiles y el sistema de navegación se modernizaron como consecuencia de la instalación de un misil de mayor alcance. Se modernizó el sistema de lanzamiento, el tubo de lanzamiento se protegió con espuma de poliuretano  en lugar de riego con líquido. La construcción de 10 barcos tipo James Madison fue aprobada el 19 de julio de 1961 por el presidente J. F. Kennedy. La construcción se llevó a cabo entre 1962 y 1964 en cuatro astilleros: Electric Boat, Newport News, Mare Island NSY y Portsmouth NSY.
Junto con los SSBN de las clases "George Washington" , "Ethan Allen" , "Lafayette" y "Benjamin Franklin" en los años 60-64, la Marina de los EE. UU. Recibió 41 barcos. Todos ellos fueron nombrados por figuras prominentes en la historia de los Estados Unidos y recibieron el apodo de "41 por la libertad"

## Tecnología

### Casco
El casco resistente está fabricado de acero HY-80 y se divide en 6 compartimentos de proa a popa:
- compartimento de torpedos
- compartimento de la tripulación
- sala de control
- compartimento de misiles
- compartimento del reactor
- maquinaria auxiliar y turbina

Las embarcaciones de esta clase pertenecen al tipo de casco combinado, al igual que las Lafayette. Existe un casco ligero en la zona del primer y quinto compartimento, al igual que en los extremos. El submarino tiene una superestructura desarrollada, que ocupa 2/3 de la longitud del casco. Los timones horizontales de proa están situados en la vela. Esta disposición de los timones de proa reduce la interferencia en el casco a bordo y es tradicional para los submarinos nucleares estadounidenses. El compartimiento de misiles se encuentra detrás de la vela en la superestructura. La popa cuenta con timones verticales y horizontales y una hélice de siete palas con un diámetro de 5 metros.

### Planta motriz
Los James Madison estaba equipado con un reactor de agua a presión Westinghouse S5W. El núcleo del reactor fue diseñado para 5 años de operación continua hasta la recarga. Además, la central eléctrica principal incluía dos turbinas de vapor con una capacidad total de 15,000 H.P.. y dos turbogeneradores con una capacidad de 2500 kW cada uno. Disponía de un sistema de respaldo incluía compuesto por generadores diésel y un motor eléctrico de propulsión de 600 H.P. 
Para reducir el ruido, se instaló sobre bloques elásticos.

## Armamento

### Estratégico
Cada submarino disponía de 16 silos de misiles con una altura de 11,4 metros y un diámetro interior de 2,1 metros. El silo un cilindro de acero rígidamente fijado al casco del SSBN. La parte superior del silo se cierra mediante una tapa con accionamiento hidráulico. Una membrana se encuentra debajo de la tapa para evitar que el agua de mar ingrese dentro cuando se abre la tapa. En el interior se instala una plataforma móvil de lanzamiento de acero en la que se coloca el cohete. Entre las paredes del eje y la copa de lanzamiento hay amortiguadores diseñados para amortiguar los golpes en el misil.
Durante la construcción de los SSBN, se instalaron los Polaris A3. Para controlar el lanzamiento de misiles, se instaló el sistema de disparo Mk 84, que permite preparar el primer misil para su lanzamiento en 15 minutos. Cada lanzador estaba equipado con un generador de gas con la finalidad de formar una mezcla de vapor y gas a baja temperatura para expulsar el misil de submarino desde una profundidad de 30 metros. El misil rasgaba la membrana, con el impulso ascendía por el agua y seguía subiendo y a una altura de unos 10 metros sobre la superficie del agua, se encendió el motor principal. Los 16 misiles podrían lanzarse en 16 minutos. El método principal de lanzamiento de SLBM es bajo el agua, aunque con el Polaris A2 se realizaron pruebas para lanzarlo desde la superficie.
Desde marzo de 1971 hasta abril de 1972 los misiles de todos los submarinos fueron reemplazados por Poseidon C3 . En el proceso de reemplazo, los silos de lanzamiento se modernizaron.Se aumentó el diámetro de la plataforma de lanzamiento, para lo cual se  tuvo que reducir el espesor de la capa de amortiguadores. Esto hizo posible instalar un misil de mayor diámetro en el silo, se pasó de 1.37 metros para un Polaris A3 a 1.88 metros del Poseidon. Se instaló un nuevo equipo electrónico; el sistema de control de disparo Mk84 fue sustituido por el nuevo Mk88. La instalación de un nuevo sistema de control de disparo vino condicionada por la necesidad de realizar la tarea de reorientar las unidades de RF. La instalación del misil Poseidón permitió a los barcos enfrentarse a nuevos desafíos. Ya no tenía solo la posibilidad de atacar objetivos de área, sino que el aumento de precisión le permitía atacar a los silos de ICBM durante un ataque de represalia. El número de ojivas desplegadas en SSBN excedió el de ICBM terrestres y se convirtió en la base de las fuerzas nucleares estratégicas de Estados Unidos.
En marzo de 1971, el primer submarino armado con misiles Poseidón entró en patrulla de combate. Se convirtió en un submarino tipo "James Madison" Casimir Pulaski (SSBN-633).
Seis barcos de este tipo los: James Madison (SSBN-627), Daniel Boone (SSBN-629), John C. Calhoun (SSBN-630), Von Steuben (SSBN-632), Casimir Pulaski (SSBN-633) y Stonewall Jackson ( SSBN-634), desde octubre de 1979, fueron re-equipados con misiles Trident 1-C4 . Se instaló el sistema de control de disparo Mk84 mod.2, que permitió redirigir los SLBM a nuevos objetivos en el proceso de combate. La base naval de los SSBN mejorados se situó en Kings Bay, Georgia, EE. UU. El 6 de septiembre de 1980, el Daniel Boone entró en patrulla de combate, convirtiéndose así en el primer barco con el sistema de misiles Trident-1.

### Táctico
El armamento del torpedo está representado por cuatro tubos de calibre 533 mm. Municiones 12 torpedos tipos Mk14 / 16, Mk37, Mk45, Mk48. En lugar de los torpedos, se podía sustituir por el UUM-44 SUBROC PLUR.

### Equipos electrónicos
Lista de equipos instalados durante la construcción:
- sistema de gestión de misiles Mk 84
- sistema de control de fuego de torpedos Mk 113 Mod.9
- sistema de sonar AN / BQQ-2, que consiste en:
  - sonar pasivo AN / BQR-7
  - navegación activa AN / BQR-19
  - sonar activo para detección y clasificación de objetivos AN / BQS-4
  - sistema de comunicaciones submarinas AN / UQC-1
  - Antena de control de ruido AN / BQA-8
- Radar BPS 11A o BPS-15
- Sistema de navegación SINS Mk 2 Mod.4,
- Sistema de comunicación por radio - antena de marco SDV AN / BRA-16
- antena flotante de cable AS-1554 / BRR (antena KV-SV AN / BRA-9, transceptor helicoidal AN / BRA-15).[7]

En el periodo de 1971 a 1972, durante el cambio de misiles por los más nuevos Poseidon C3, los barcos recibieron el nuevo sistema de control de disparo Mk88.
Entre 1978 y 1982 6 submarinos fueron modernizados con misiles Trident. Se instaló un nuevo sistema de control de disparo de misiles Mk88 mod.2 y el sistema de lanzamiento Mk24 mod.1. Además, se instalaron nuevas estaciones de sonar AN / BQR-15, AN / BQR-17 y AN / BQR-21, y un nuevo ACS .
En el proceso de modernización en los años 80, la electrónica de todos los SSBN se actualizó al mismo nivel. Todos los barcos recibieron una antena remolcada AN / BQR-15, una antena cilíndrica modernizada AN / BQR-4 y una antena conforme de un GAS AN / BQP-7 con detección de ruido. Se ha instalado un equipo de procesamiento de señal digital que le permite rastrear simultáneamente hasta cinco objetivos. Se agregó equipo de corrección de astronómica al sistema de navegación, lo que permitió aumentar la precisión del lanzamiento de los misiles.

## Despliegue
Inicialmente debido al poco alcance de los misiles con los que estaban armados los submarinos debieron ser desplegados desde bases avanzadas:
- Holi Loch (Clyde Bay, Reino Unido) con patrullas en los mares de Noruega y Barents;
- Apra (Guam, EE. UU.) Patrullando en el Mar de Filipinas;
- Rota (Golfo de Cádiz, España) con patrullas en el Mediterráneo;

Después del rearme con misiles de mayor alcance, las zonas de patrulla de combate se situaron más cerca de la costa estadounidense. Por lo tanto, después del rearme de los misiles "Trident", los barcos fueron transferidos desde el puerto de Rota a la base naval Kings Bay (Georgia, EE. UU.) Y el área de patrulla se trasladó al área de las Bermudas. 
Cada submarino estaba tradicionalmente equipado con dos tripulaciones: "azul" y "oro", que se alternaban. EL ciclo de uso operativo de los submarinos era de 100 días: 68 días en servicio de combate y 32 días para reparaciones entre campamentos en la base. Durante su operación, algunos barcos realizaron más de 70 campañas de combate, en concreto, el SSBN-629 realizó 75 campañas.

### Ciclo de revisiones
Con una regularidad de entre 5 a 6 años el submarino era sometido a un programa de revisión. En el proceso, se reemplazaba el núcleo del reactor y, como normalmente, se modernizaron el sistema de misiles y los equipos electrónicos y de radio. Esto permitió en los años 60 proporcionar un alto coeficiente de carga operativa del orden  del 0.5 al 0.6. A modo de comparación, en la URSS en este momento se encontraba entre el 0.16 y el 0.25..

## Miembros de la clase

### USS James Madison (SSBN-627)
Iniciado: La quilla del USS Patrick Henry fue colocada el 5 de marzo de 1962 en el astillero de Newport News Shipbuilding en Newport News, Virginia y botado el 15 de marzo de 1963, entró en servicio: 11 de abril de 1960, desmovilizado: 28 de julio de 1964, desguazado: 1997. Fue modificado para llevar misiles balísticos Trident I C-4. Recibió su nombre del cuarto presidente de los EE. UU. James Madison.
|                              |
| USS James Madison (SSBN-627) |

### USS Tecumseh (SSBN-628)
Iniciado: La quilla del USS Tecumseh fue colocada el 1 de junio de 1962 en el astillero de General Dynamics Electric Boat en Groton, Connecticut y botado el 22 de junio de 1963, entró en servicio: 29 de mayo de 1964, desmovilizado: 23 de julio de 1993, desguazado: 1994. Recibió su nombre de un jefe de la tribu  Shawnee.
|                         |
| USS Tecumseh (SSBN-628) |

### USS Daniel Boone (SSBN-629)
Iniciado: La quilla del USS Daniel Boone fue colocada el 6 de febrero de 1962 en el astillero de Mare Island Naval Shipyard en Vallejo, California y botado el 22 de junio de 1963, entró en servicio: 23 de abril de 1964, desmovilizado: 18 de febrero de 1994, desguazado: 1994. Fue modificado para llevar misiles balísticos Trident I C-4. Recibió su nombre del pionero Daniel Boone (1734-1820).
|                             |
| USS Daniel Boone (SSBN-629) |

### USS John C. Calhoun (SSBN-630)
Iniciado: La quilla del USS John C. Calhoun fue colocada el 4 de junio de 1962 en el astillero de Newport News Shipbuilding en Newport News, Virginia y botado el 22 de junio de 1963, entró en servicio: 15 de septiembre de 1964, desmovilizado: 28 de marzo de 1994, desguazado: 1994. Fue modificado para llevar misiles balísticos Trident I C-4. Recibió su nombre del legislador y estadista demócrata John C. Calhoun.
|                                |
| USS John C. Calhoun (SSBN-630) |

### USS Ulysses S. Grant (SSBN-631)
Iniciado: La quilla del USS Ulysses S. Grant fue colocada el 18 de agosto de 1962 en el astillero de General Dynamics Electric Boat en Groton, Connecticut y botado el 2 de noviembre de 1963, entró en servicio: 17 de julio de 1964, desmovilizado: 12 de junio de 1992, desguazado: 1992. Recibió su nombre del general de la Guerra de Secesión y 18.º presidente de EE. UU. Ulysses S. Grant.
|                                 |
| USS Ulysses S. Grant (SSBN-631) |

### USS Von Steuben (SSBN-632)
Iniciado: La quilla del USS Von Steuben fue colocada el 4 de septiembre de 1962 en el astillero de Newport News Shipbuilding en Newport News, Virginia y botado el 18 de octubre de 1963, entró en servicio: 30 de septiembre de 1964, desmovilizado: el 26 de febrero de 1994, desguazado: 2001. Fue modificado para llevar misiles balísticos Trident I C-4. Recibió su nombre del militar prusiano Von Steuben al servicio de las tropas rebeldes en la Revolución Americana.
|                            |
| USS Von Steuben (SSBN-632) |

### USS Casimir Pulaski (SSBN-633)
Iniciado: La quilla del USS Casimir Pulaski* fue colocada el 12 de enero de 1963 en el astillero de General Dynamics Electric Boat en Groton, Connecticut y botado el 1 de febrero de 1964, entró en servicio: 14 de agosto de 1964, desmovilizado: 7 de marzo de 1994, desguazado: 1994. Fue modificado para llevar misiles balísticos Trident I C-4. Recibió su nombre del militar polaco Kazimierz Pułaski al servicio de las tropas rebeldes en la Revolución Americana.
|                                |
| USS Casimir Pulaski (SSBN-633) |

### USS Stonewall Jackson (SSBN-634)
Iniciado: La quilla del USS Stonewall Jackson fue colocada el 4 de julio de 1962 en el astillero de Mare Island Naval Shipyard en Vallejo, California y botado el 30 de noviembre de 1963, entró en servicio: 26 de agosto de 1964, desmovilizado: 9 de febrero de 1995, desguazado: 1995. Fue modificado para llevar misiles balísticos Trident I C-4. Recibió su nombre del general confederado Thomas Jonathan Jackson.
|                                  |
| USS Stonewall Jackson (SSBN-634) |

### USS Sam Rayburn (SSBN-635)
Iniciado: La quilla del USS Sam Rayburn fue colocada el 3 de diciembre de 1962 en el astillero de Newport News Shipbuilding en Newport News, Virginia y botado el 20 de diciembre de 1963, entró en servicio: 2 de diciembre de 1964, desmovilizado:  31 de julio de 1989. Convertido en barco de entrenamiento amarrado (MTS-635) con el compartimento de misiles retirado. Recibió su nombre del Speaker of the United States House of Representatives Sam Rayburn.
|                            |
| USS Sam Rayburn (SSBN-635) |

### USS Nathanael Greene (SSBN-636)
Iniciado: La quilla del USS Nathanael Greene fue colocada el 21 de mayo de 1962 en el astillero de Portsmouth Naval Shipyard en Kittery, Maine y botado el 12 de mayo de 1964, entró en servicio: 19 de diciembre de 1964, desmovilizado: 15 de diciembre de 1986, desguazado: 2000. Recibió su nombre del general del ejército continental Nathanael Greene.
|                                 |
| USS Nathanael Greene (SSBN-636) |